# Bob-Europameisterschaft 1999
Die Bob-Europameisterschaft 1999 wurde am  16. und 17. Januar 1999 im deutschen Winterberg auf der dortigen Bobbahn Winterberg Hochsauerland für den Zweier- und Viererbob der Männer  ausgetragen. Diese EM wurde im Rahmen des fünften von sieben Weltcup-Saisonrennen der Männer ausgetragen.

## Zweierbob Männer
Bei der Entscheidung im kleinen Schlitten war die Bobbahn im Sauerland fest in Schweizer Hand. Titelverteidiger Reto Götschi legte bereits im ersten Lauf mit Bestzeit den Grundstein für seinen nicht unbedingt erwarteten zweiten EM-Titel im Zweierbob. Klarer Favorit war an sich Christoph Langen, der bis dahin schon sechs von acht möglichen Weltcuprennen gewonnen hatte. Doch Langen reihte sich bereits im ersten Lauf hinter Götschis Teamkollege Christian Reich auf den dritten Platz ein und hatte dabei schon 22 Hundertstel Rückstand auf Götschi. Im zweiten Lauf brachte Langen gar nur die viertbeste Laufzeit ins Tal und rutschte so noch aus den Medaillenrängen, da sein Teamkollege Sepp Dostthaler sich mit der zweitbesten Laufzeit noch auf den Bronzerang schob. Mit einer etwas schnelleren Zeit hätte es sogar noch für Silber gereicht, denn am Ende trennten Dostthaler vom  Zweitplatzierten Reich nur zwei Hundertstel. Vor allen anderen stand aber der neue Titelträger Reto Götschi, der am Ende mit Anschieber Guido Acklin mit über einer halben Sekunde Vorsprung seinen zweiten EM-Titel recht souverän gewann.
| Rang | Bob                                            | Lauf 1  | Lauf 1 | Lauf 2      | Lauf 2 | Gesamt      |
| Rang | Bob                                            | Zeit    | Rang   | Zeit        | Rang   | Zeit        |
| ---- | ---------------------------------------------- | ------- | ------ | ----------- | ------ | ----------- |
| 1    | Schweiz Reto Götschi Guido Acklin              | 56,18 s | 1      | 56,73 s     | 1      | 1:52,91 min |
| 2    | Schweiz Christian Reich Urs Aeberhard          | 56,23 s | 2      | 57,26 s     | 3      | 1:53,49 min |
| 3    | Deutschland Sepp Dostthaler Olaf Hampel        | 56,43 s | 4      | 57,08 s     | 2      | 1:53,51 min |
| 4    | Deutschland Christoph Langen Markus Zimmermann | 56,40 s | 3      | 57,32 s     | 4      | 1:53,72 min |
| 5    | Frankreich Bruno Mingeon Emmanuel Hostache     | 56,49 s | 5      | 57,37 s     | 6      | 1:53,86 min |
| 6    | Tschechien Pavel Puškár Jan Kobián             | 56,68 s | 6      | 57,33 s     | 5      | 1:54,01 min |
| 7    | Schweiz Ivo Rüegg Stefan Bamert                | 56,91 s | 9      | 57,62 s     | 11     | 1:54,53 min |
| 8    | Deutschland Rene Spies Sven Peter              | 57,03 s | 12     | 57,51 s     | 8      | 1:54,54 min |
| 8    | Lettland Sandis Prūsis Jānis Ozols             | 57,00 s | 11     | 57,54 s     | 9      | 1:54,54 min |
| 10   | Großbritannien Sean Olsson Eric Sekwalor       | 56,92 s | 10     | 57,65 s     | 12     | 1:54,57 min |
| 11   | Italien Günther Huber Massimiliano Rota        | 56,88 s | 7      | 57,71 s     | 13     | 1:54,59 min |
| 12   | Österreich Manfred Maier Peter Leismüller      | 57,10 s | 13     | 57,58 s     | 10     | 1:54,68 min |
| 13   | Österreich Kurt Einberger Michael Müller       | 56,90 s | 8      | 57,83 s     | 16     | 1:54,73 min |
| 14   | Tschechien Ivo Danilevič Roman Gomola          | 57,11 s | 14     | 57,75 s     | 14     | 1:54,86 min |
| 15   | Österreich Wolfgang Stampfer Erwin Arnold      | 57,42 s | 18     | 57,50 s     | 7      | 1:54,92 min |
| 16   | Italien Fabrizio Tosini Marco Menchini         | 57,40 s | 17     | 57,83 s     | 16     | 1:55,23 min |
| 17   | Niederlande Arend Glas Timothy Beck            | 57,42 s | 18     | 57,82 s     | 15     | 1:55,24 min |
| 18   | Frankreich Bruno Thomas Philippe Paviot        | 57,38 s | 16     | 57,86 s     | 18     | 1:55,24 min |
| 19   | Italien Christian Caldara Michael Pasquazzo    | 57,15 s | 15     | 58,10 s     | 22     | 1:55,25 min |
| 20   | Niederlande Rob Geurts Marcel Welten           | 57,53 s | 21     | 57,92 s     | 20     | 1:55,45 min |
| 21   | Großbritannien Lee Johnston Phil Goedluck      | 57,48 s | 20     | 58,05 s     | 21     | 1:55,53 min |
| 22   | Polen Norbert Foltin Krzysztof Sieńko          | 57,76 s | 22     | 57,90 s     | 19     | 1:55,66 min |
| 23   | Lettland Gatis Guts Mārcis Rullis              | 58,04 s | 23     | 58,46 s     | 23     | 1:56,50 min |
| 24   | Polen Piotr Orsłowski Grzegorz Gryczka         | 58,33 s | 24     | 58,48 s     | 24     | 1:56,81 min |
| 25   | Jugoslawien Boris Radjenovic Miro Pandurevic   | 59,28 s | 25     | 1:00,24 min | 25     | 1:59,24 min |

## Viererbob Männer
Nach der doch recht herben Niederlage in der Zweier-Entscheidung zeigte Christoph Langen, dass er in der Saison 1998/99 das Maß der Dinge war. Bereits nach dem ersten Lauf hatte er über zwei Zehntel Vorsprung auf den Schweizer Bob von Marcel Rohner, der sich aber mit der nur fünftbesten Zeit im zweiten Lauf im Kampf um den Titel selbst aus dem Rennen nahm. Überraschend lag nach dem ersten Lauf der Österreicher Wolfgang Stampfer auf dem Bronzerang, gefolgt von Altmeister Harald Czudaj aus dem sächsischen Altenberg. Und dieser fuhr im zweiten Lauf sogar die zweitbeste Zeit, so dass er sich nun auf dem Bronzerang einreihte. Stampfer verlor zwar mit der nur sechstbesten Zeit im zweiten Lauf einiges an Zeit auf Czudaj, am Ende war der österreichische Bob aber zeitgleich mit der Czudaj -Besatzung, so dass 2 Bronzemedaillen vergeben wurden. Christoph Langen gewann seinen EM-Titel letztlich mit 65 Hundertsteln Vorsprung.
| Rang | Bob                                                                                   | Lauf 1  | Lauf 1 | Lauf 2  | Lauf 2 | Gesamt      |
| Rang | Bob                                                                                   | Zeit    | Rang   | Zeit    | Rang   | Zeit        |
| ---- | ------------------------------------------------------------------------------------- | ------- | ------ | ------- | ------ | ----------- |
| 1    | Deutschland Christoph Langen Markus Zimmermann Thomas Platzer Sven Rühr               | 54,25 s | 1      | 54,58 s | 1      | 1:48,83 min |
| 2    | Schweiz Marcel Rohner Markus Nüssli Beat Hefti Silvio Schaufelberger                  | 54,48 s | 2      | 55,00 s | 5      | 1:49,48 min |
| 3    | Deutschland Harald Czudaj Torsten Voss Udo Lehmann Carsten Embach                     | 54,66 s | 4      | 54,93 s | 2      | 1:49,59 min |
| 3    | Österreich Wolfgang Stampfer Jochen Buck (Bobfahrer) Erwin Arnold Martin Schützenauer | 54,53 s | 3      | 55,06 s | 6      | 1:49,59 min |
| 5    | Deutschland Andre Lange Lars Behrendt Christoph Heyder Enrico Kühn                    | 54,82 s | 5      | 54,99 s | 4      | 1:49,81 min |
| 6    | Schweiz Reto Götschi Steve Anderhub Guido Acklin Cédric Grand                         | 54,85 s | 6      | 55,10 s | 7      | 1:49,95 min |
| 7    | Schweiz Christian Reich Bruno Aeberhard Urs Aeberhard Alexandre Quiblier              | 55,00 s | 9      | 54,97 s | 3      | 1:49,97 min |
| 8    | Lettland Sandis Prūsis Egils Bojārs Matīss Zacmanis Jānis Ozols                       | 54,86 s | 7      | 55,30 s | 9      | 1:50,16 min |
| 9    | Österreich Kurt Einberger Thomas Bachler Michael Müller Jürgen Mayer                  | 55,07 s | 11     | 55,13 s | 8      | 1:50,20 min |
| 10   | Italien Fabrizio Tosini Michel Pasquazzo Mirco Ruggiero Marco Menchini                | 55,08 s | 12     | 55,31 s | 10     | 1:50,39 min |
| 10   | Großbritannien Sean Olsson Dean Ward Andy Lewis Eric Sekwalor                         | 54,87 s | 8      | 55,52 s | 12     | 1:50,39 min |
| 12   | Italien Günther Huber Cristian La Grassa Christian Olivo Enrico Costa                 | 55,04 s | 10     | 55,42 s | 11     | 1:50,46 min |
| 13   | Frankreich Bruno Mingeon Emmanuel Hostache Alexandre Vanhoutte Max Robert             | 55,25 s | 13     | 55,52 s | 13     | 1:50,77 min |
| 14   | Niederlande Arend Glas Arnold van Calker Wietse Baas Timothy Beck                     | 55,39 s | 16     | 55,84 s | 14     | 1:51,23 min |
| 15   | Lettland Gatis Guts Gunars Bumbulis Māris Rozentāls Mārcis Rullis                     | 55,38 s | 15     | 55,93 s | 15     | 1:51,31 min |
| 15   | Polen Norbert Foltin Krzysztof Sieńko Dawid Kupczyk Tomasz Gatka                      | 55,31 s | 14     | 56,00 s | 16     | 1:51,31 min |
| 17   | Österreich Manfred Maier Peter Leismüller Bernhardt Schlager Jürgen Loacker           | 55,70 s | 17     | 56,08 s | 17     | 1:51,78 min |
| 18   | Tschechien Ivo Danilevič Milos Vesely Petr Horn Jan Kosak                             | 55,72 s | 18     | 56,21 s | 18     | 1:51,93 min |
| -    | Frankreich Bruno Thomas Michel André Jose Morisseau Philippe Paviot                   | DSQ     | DSQ    | DSQ     | DSQ    | DSQ         |
| -    | Tschechien Pavel Puškár Petr Pavlicek Roman Gomola Jan Kobián                         | DNS     | DNS    | DNS     | DNS    | DNS         |

## Medaillenspiegel
| Platz | Nation      | Gold | Silber | Bronze |
| ----- | ----------- | ---- | ------ | ------ |
| 1     | Schweiz     | 1    | 2      | —      |
| 2     | Deutschland | 1    | —      | 2      |
| 3     | Österreich  | —    | —      | 1      |